# Podiceps
A Podiceps  a vöcsökalakúak (Podicipediformes) rendjébe, ezen belül a vöcsökfélék (Podicipedidae) családjába tartozó nem.

## Rendszerezésük
A nemet John Latham írta le 1787-ben, az alábbi 9 faj tartozik ide:
- vörösnyakú vöcsök (Podiceps grisegena)
- búbos vöcsök (Podiceps cristatus)
- füles vöcsök (Podiceps auritus)
- feketenyakú vöcsök (Podiceps nigricollis)
- csuklyás vöcsök (Podiceps gallardoi)
- ezüstvöcsök (Podiceps occipitalis)
- Junin-vöcsök (Podiceps taczanowskii)
- andoki vöcsök vagy kolumbiai vöcsök  (Podiceps andinus) – kihalt
- nagy vöcsök (Podiceps major)

## Külső hivatkozások
- Képek az interneten a nembe tartozó fajokról